# Bora-hansgrohe/Saison 2024
Diese Liste beschreibt die Mannschaft und die Siege des Radsportteams Bora-hansgrohe in der Saison 2024.

## Mannschaft
| Teamkader 2024                      | Teamkader 2024     | Teamkader 2024 | Teamkader 2024                             |
| Name                                | Geburtsdatum       | Land           | Vorheriges Team                            |
| ----------------------------------- | ------------------ | -------------- | ------------------------------------------ |
| Roger Adrià                         | 18. April 1998     | Spanien        | Equipo Kern Pharma (2023)                  |
| Cesare Benedetti (1. Jan.–18. Aug.) | 3. August 1987     | Polen          | UC Bergamasca 1902-De Nardi-Colpack (2009) |
| Emanuel Buchmann                    | 18. November 1992  | Deutschland    | Rad-net Rose (2014)                        |
| Nico Denz                           | 15. Februar 1994   | Deutschland    | Team DSM (2022)                            |
| Patrick Gamper                      | 18. Februar 1997   | Österreich     | Kometa (2019)                              |
| Alexander Hajek                     | 19. Juli 2003      | Österreich     | Tirol KTM Cycling Team (2023)              |
| Marco Haller                        | 1. April 1991      | Österreich     | Bahrain Victorious (2021)                  |
| Emil Herzog                         | 6. Oktober 2004    | Deutschland    | Hagens Berman Axeon (2023)                 |
| Sergio Higuita                      | 1. August 1997     | Kolumbien      | EF Education-Nippo (2021)                  |
| Jai Hindley                         | 5. Mai 1996        | Australien     | Team DSM (2021)                            |
| Bob Jungels                         | 22. September 1992 | Luxemburg      | AG2R Citroën Team (2022)                   |
| Lennard Kämna                       | 9. September 1996  | Deutschland    | Team Sunweb (2019)                         |
| Jonas Koch                          | 25. Juni 1993      | Deutschland    | Intermarché-Wanty-Gobert Matériaux (2021)  |
| Florian Lipowitz                    | 21. September 2000 | Deutschland    | Tirol KTM Cycling Team (2022)              |
| Luis-Joe Lührs                      | 20. Januar 2003    | Deutschland    | Team Auto Eder (2021)                      |
| Filip Maciejuk                      | 3. September 1999  | Polen          | Bahrain Victorious (2023)                  |
| Daniel Felipe Martínez              | 25. April 1996     | Kolumbien      | Ineos Grenadiers (2023)                    |
| Jordi Meeus                         | 1. Juli 1998       | Belgien        | SEG Racing Academy (2020)                  |
| Ryan Mullen                         | 7. August 1994     | Irland         | Trek-Segafredo (2021)                      |
| Anton Palzer                        | 11. März 1993      | Deutschland    |                                            |
| Primož Roglič                       | 29. Oktober 1989   | Slowenien      | Jumbo-Visma (2023)                         |
| Maximilian Schachmann               | 9. Januar 1994     | Deutschland    | Quick-Step Floors (2018)                   |
| Matteo Sobrero                      | 14. Mai 1997       | Italien        | Team Jayco AlUla (2023)                    |
| Danny van Poppel                    | 26. Juli 1993      | Niederlande    | Intermarché-Wanty-Gobert Matériaux (2021)  |
| Alexander Wlassow                   | 23. April 1996     | Russland       | Astana-Premier Tech (2021)                 |
| Frederik Wandahl                    | 9. Mai 2001        | Dänemark       | ColoQuick (2020)                           |
| Sam Welsford                        | 19. Januar 1996    | Australien     | Team DSM-Firmenich (2023)                  |
| Ben Zwiehoff                        | 22. Februar 1994   | Deutschland    |                                            |
| Giovanni Aleotti                    | 25. Mai 1999       | Italien        | Cycling Team Friuli ASD (2020)             |
|                                     |                    |                |                                            |
| Quelle: ProCyclingStats             |                    |                |                                            |

## Siege
| Siege    | Siege                                                       | Siege      | Siege  | Siege                  | Siege |
| Datum    | Rennen                                                      | Staat      | Klasse | Sieger                 |       |
| -------- | ----------------------------------------------------------- | ---------- | ------ | ---------------------- | ----- |
| 16. Jan. | Tour Down Under, 1. Etappe                                  | Australien | 2.UWT  | Sam Welsford           |       |
| 18. Jan. | Tour Down Under, 3. Etappe                                  | Australien | 2.UWT  | Sam Welsford           |       |
| 19. Jan. | Tour Down Under, 4. Etappe                                  | Australien | 2.UWT  | Sam Welsford           |       |
| 25. Jan. | Kolumbianische Meisterschaften, Einzelzeitfahren der Männer | Kolumbien  | CN     | Daniel Felipe Martínez |       |
| 15. Feb. | Algarve-Rundfahrt, 2. Etappe                                | Portugal   | 2.Pro  | Daniel Felipe Martínez |       |
| 18. Feb. | Algarve-Rundfahrt, 5. Etappe                                | Portugal   | 2.Pro  | Daniel Felipe Martínez |       |
| 9. Mär.  | Paris–Nizza, 7. Etappe                                      | Frankreich | 2.UWT  | Alexander Wlassow      |       |
| 1. Apr.  | Baskenland-Rundfahrt, 1. Etappe                             | Spanien    | 2.UWT  | Primož Roglič          |       |
| 8. Mai   | Tour de Hongrie, 1. Etappe                                  | Ungarn     | 2.Pro  | Sam Welsford           |       |
| 25. Mai  | Tour of Norway, 3. Etappe                                   | Norwegen   | 2.Pro  | Jordi Meeus            |       |
| 7. Jun.  | Critérium du Dauphiné, 6. Etappe                            | Frankreich | 2.UWT  | Primož Roglič          |       |
| 8. Jun.  | Critérium du Dauphiné, 7. Etappe                            | Frankreich | 2.UWT  | Primož Roglič          |       |
| 9. Jun.  | Critérium du Dauphiné, Gesamtwertung                        | Frankreich | 2.UWT  | Primož Roglič          |       |
| 14. Jun. | Slowenien-Rundfahrt, 3. Etappe                              | Slowenien  | 2.Pro  | Giovanni Aleotti       |       |
| 16. Jun. | Slowenien-Rundfahrt, Gesamtwertung                          | Slowenien  | 2.Pro  | Giovanni Aleotti       |       |
| 20. Jun. | Polnische Meisterschaften, Einzelzeitfahren der Männer      | Polen      | CN     | Filip Maciejuk         |       |
| 23. Jun. | Österreichische Meisterschaften, Straßenrennen der Männer   | Österreich | CN     | Alexander Hajek        |       |
| 9. Jul.  | Sibiu Cycling Tour, Gesamtwertung                           | Rumänien   | 2.1    | Florian Lipowitz       |       |
| 22. Jul. | Tour de Wallonie, 1. Etappe                                 | Belgien    | 2.Pro  | Jordi Meeus            |       |
| 20. Aug. | Vuelta a España, 4. Etappe                                  | Spanien    | 2.UWT  | Primož Roglič          |       |
| 24. Aug. | Vuelta a España, 8. Etappe                                  | Spanien    | 2.UWT  | Primož Roglič          |       |
| 6. Sep.  | Vuelta a España, 19. Etappe                                 | Spanien    | 2.UWT  | Primož Roglič          |       |
| 8. Sep.  | Vuelta a España, Gesamtwertung                              | Spanien    | 2.UWT  | Primož Roglič          |       |
| 18. Sep. | Grand Prix de Wallonie                                      | Belgien    | 1.Pro  | Roger Adrià            |       |

## UCI-Weltranglisten-Platzierungen
| UCI-Ranking | UCI-Ranking            | UCI-Ranking | UCI-Ranking |
| Fahrer      | Fahrer                 | Land        | Punkte      |
| ----------- | ---------------------- | ----------- | ----------- |
| 8.          | Primož Roglič          | Slowenien   | 3471 P.     |
| 26.         | Alexander Wlassow      | Russland    | 2073 P.     |
| 34.         | Daniel Felipe Martínez | Kolumbien   | 1855 P.     |
| 56.         | Florian Lipowitz       | Deutschland | 1342 P.     |
| 58.         | Jordi Meeus            | Belgien     | 1340 P.     |
| 71.         | Roger Adrià            | Spanien     | 1151 P.     |
| 105.        | Jai Hindley            | Australien  | 888 P.      |
| 132.        | Maximilian Schachmann  | Deutschland | 732.3 P.    |
| 134.        | Danny van Poppel       | Niederlande | 731 P.      |
| 184.        | Giovanni Aleotti       | Italien     | 554 P.      |
| 213.        | Sergio Higuita         | Kolumbien   | 472 P.      |
| 220.        | Marco Haller           | Österreich  | 444 P.      |
| 280.        | Sam Welsford           | Australien  | 323 P.      |
| 287.        | Frederik Wandahl       | Dänemark    | 318 P.      |
| 311.        | Alexander Hajek        | Österreich  | 282 P.      |
| 393.        | Ben Zwiehoff           | Deutschland | 223 P.      |
| 410.        | Emanuel Buchmann       | Deutschland | 210 P.      |
| 413.        | Matteo Sobrero         | Italien     | 207 P.      |
| 505.        | Lennard Kämna          | Deutschland | 159 P.      |
| 605.        | Bob Jungels            | Luxemburg   | 119 P.      |
| 722.        | Emil Herzog            | Deutschland | 92 P.       |
| 784.        | Filip Maciejuk         | Polen       | 80 P.       |
| 954.        | Jonas Koch             | Deutschland | 60 P.       |
| 1150.       | Patrick Gamper         | Österreich  | 48 P.       |
| 1436.       | Anton Palzer           | Deutschland | 30 P.       |
| 1548.       | Nico Denz              | Deutschland | 26 P.       |
| 1601.       | Ryan Mullen            | Irland      | 25 P.       |